# Jeyhun Sultanov
Jeyhun Sultanov (en azéri : Ceyhun Sultanov), né le 12 juin 1979 à Bakou en Azerbaïdjan, est un footballeur international azerbaïdjanais, qui évoluait au poste de milieu de terrain. 
Il compte 16 sélections et 1 but en équipe nationale entre 1998 et 2007.

## Biographie

### Carrière de joueur
Jeyhun Sultanov dispute 5 matchs en Ligue des champions, et 2 matchs en Coupe de l'UEFA, pour un but inscrit,.

### Carrière internationale
Jeyhun Sultanov compte 16 sélections et 1 but avec l'équipe d'Azerbaïdjan entre 1998 et 2007. 
Il est convoqué pour la première fois par le sélectionneur national Vagif Sadygov pour un match amical contre l'Estonie le 28 novembre 1998, où il marque son premier but en sélection (victoire 2-1). Il reçoit sa dernière sélection le 17 octobre 2007 contre la Serbie (défaite 6-1).

## Palmarès

### En club
- Avec le FK Bakou
  - Champion d'Azerbaïdjan en 2006
  - Vainqueur de la Coupe d'Azerbaïdjan en 2005

- Avec le Khazar Lankaran
  - Champion d'Azerbaïdjan en 2007
  - Vainqueur de la Coupe d'Azerbaïdjan en 2007 et 2008

### Distinction personnelle
- Élu Footballeur azerbaïdjanais de l'année en 2006